# Проліски пониклі
Пр́оліски пон́иклі, також проліска сибірська (Scilla siberica) — трав'яниста багаторічна рослина, що належить до родини Холодкові (Asparagaceae).

## Опис
Багаторічна трав'яниста цибулинна рослина 10—22 см заввишки. Цибулина яйцювата, або майже куляста, до 2 см в діаметрі, обгорнута темними перетинчастими оболонками. Квітконосні стебла прямостоячо-похилі (після цвітіння полягають), сплющені, з одного боку плоскі, з другого — опуклі, гладкі, безлисті; стебла виходять здебільшого по декілька з однієї цибулини і знизу обгорнуті піхвами листків. Листків звичайно 2—4, прикореневих, широколінійних, коротко загострених, з ковпачкоподібною верхівкою, 6—22 мм завширшки.  

## Етимологія

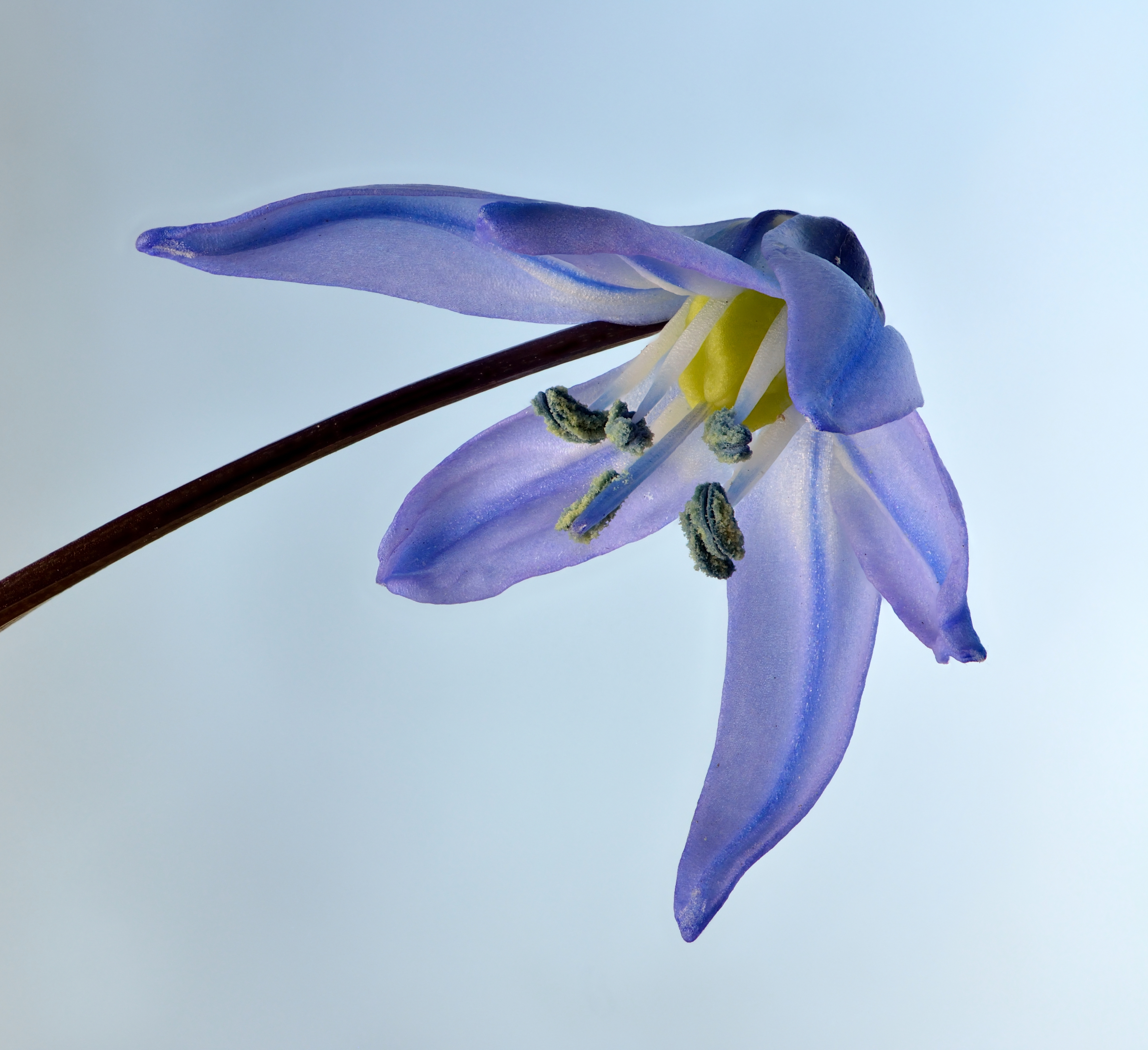

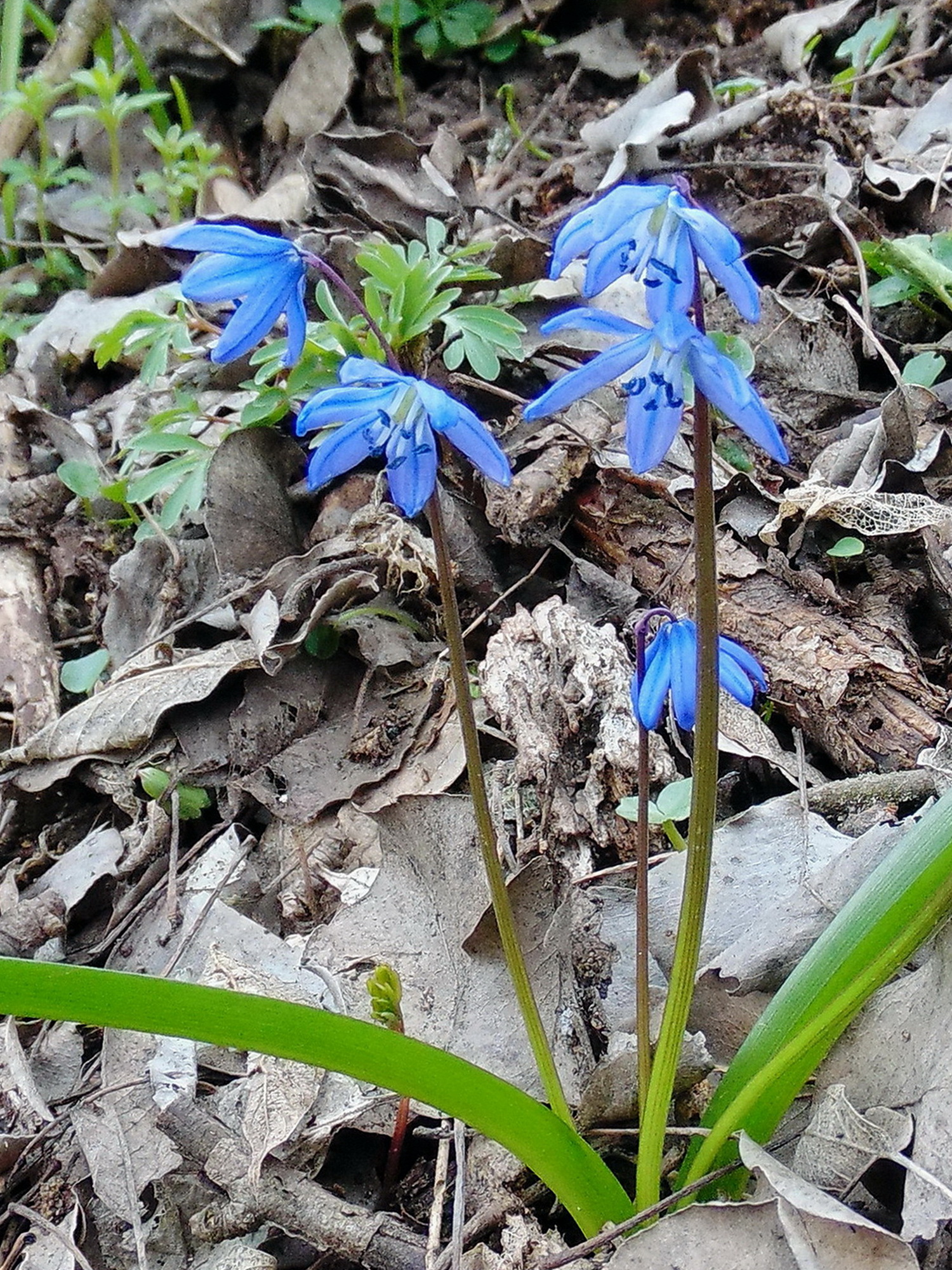

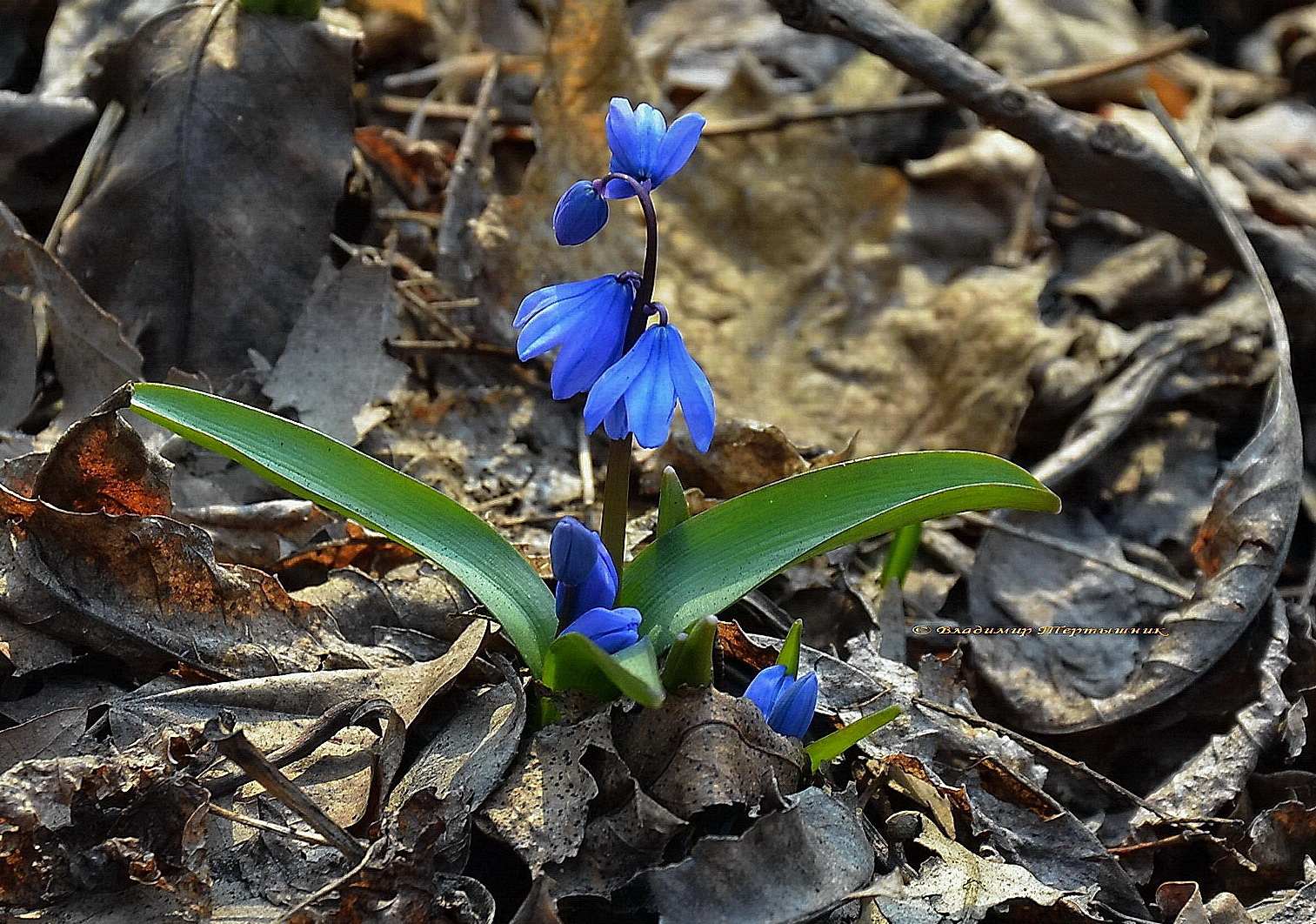
Проліска в дубовому гаї біля Могилівського

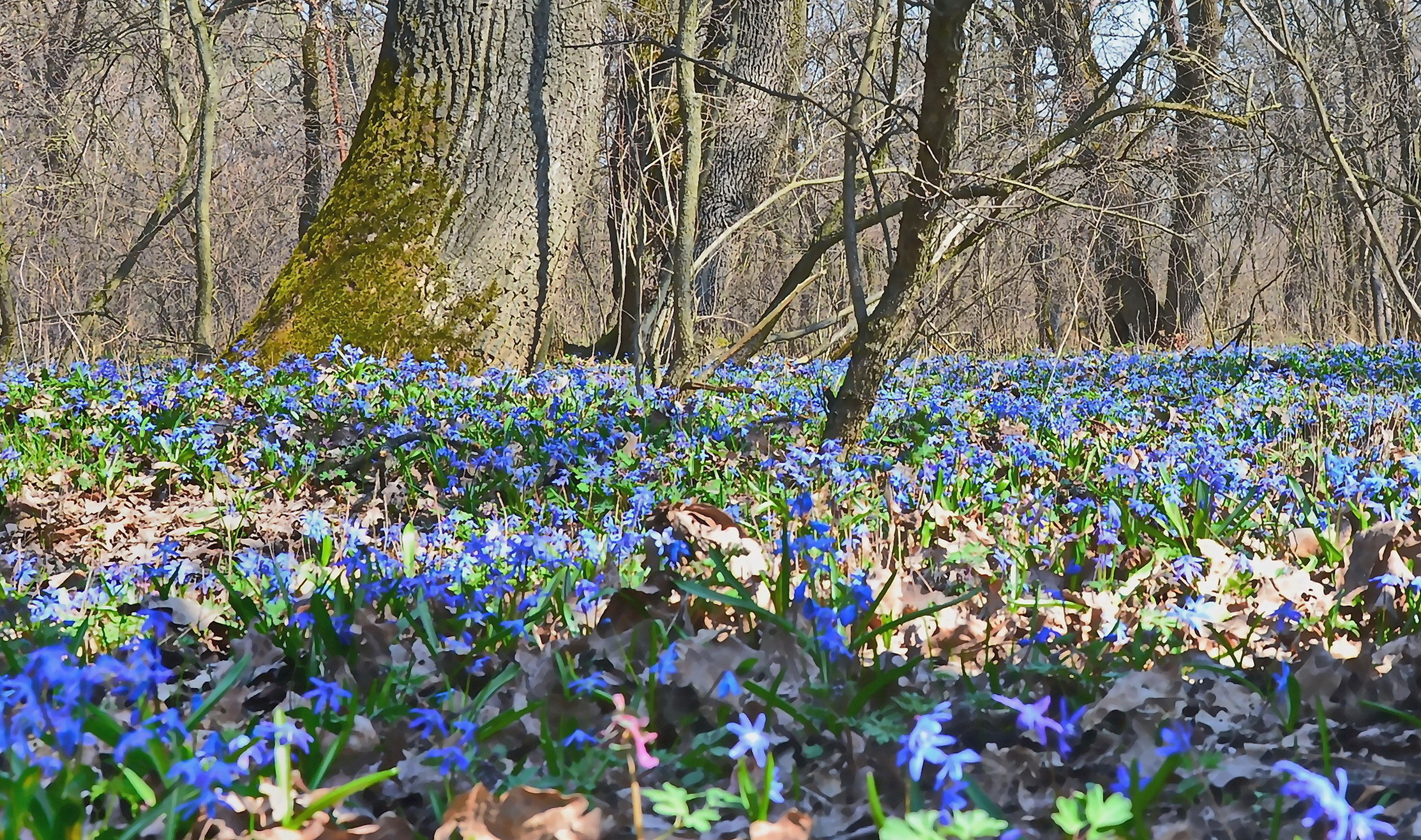
Проліска сибірська (Scilla siberica) в квітні

Етимологія видової назви (лат. siberica, сибірські) та її похідні в багатьох мовах насправді є помилковими. Вид вперше описано за живими рослинами, які було вирощено з насіння, отриманих від Петера Палласа. В описі рослини було вказано, що вона походить з Сибіру, що і стало підставою для її назви. Однак насправді проліски пониклі в Сибіру не зустрічаються, а насіння Палласом було зібрано поблизу Волгограда. Сам Паллас помилково визначив рослини, насіння яких він надіслав, як Scilla bifolia, однак цей вид у даній місцевості не зростає.  

Квітки по 1—3 у гроноподібних суцвіттях розташовані на верхівках квіткових стебел. Прицвітки маленькі, дельтоподібні, забарвлені. Квітки на дуже коротких ніжках, пониклі, яскраво-сині, дуже рідко білі, без медової ямки. Оцвітина тричленна, роздільнопелюсткова, складається з 6 еліптично-лінійних або довгасто-еліптичних, тупих листочків, 10—15 мм завдовжки і біля 4 мм завширшки;  пелюстки розташовані двома колами, по 3 в кожному. Тичинок також 6, вони вдвічі коротші від оцвітини і прирослі до неї, пиляки сині. Зав'язь яйцювата, з 8—10 насінними зачатками в кожному гнізді, коротша від стовпчика; стовпчик тригранний.
Плід — куляста тупо-тригранна коробочка; насінини майже кулясті.

### Визначення
Морфологічно наближені до даного таксону проліски дволисті. До ознак, які дозволяють безпомилково відрізнити проліски пониклі від спорідненого виду належать: 1) пониклі квітки; 2) сплющене квітконосне стебло. 

## Поширення

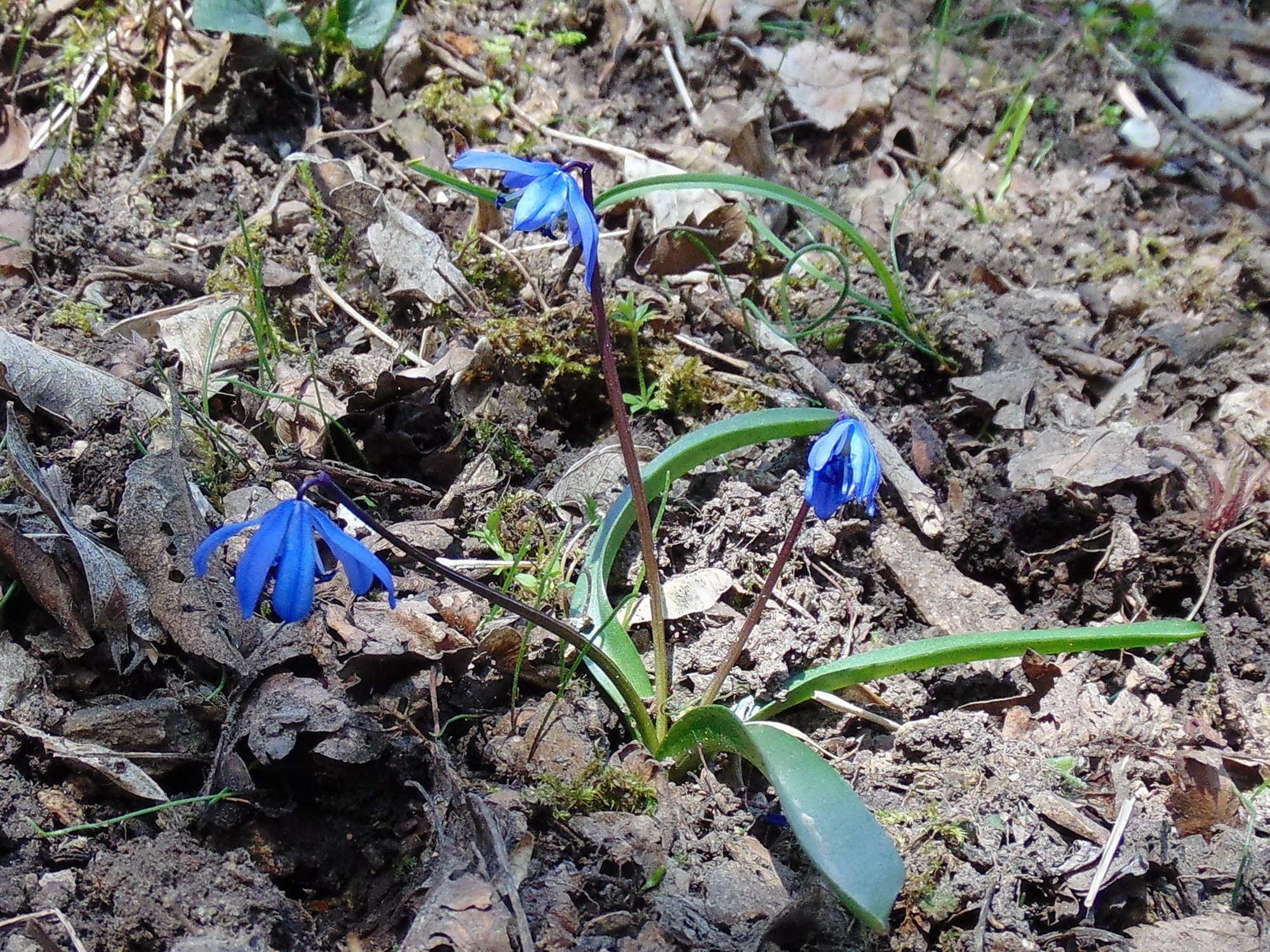
У балці Остапова. Дніпропетровська область, Солонянський район

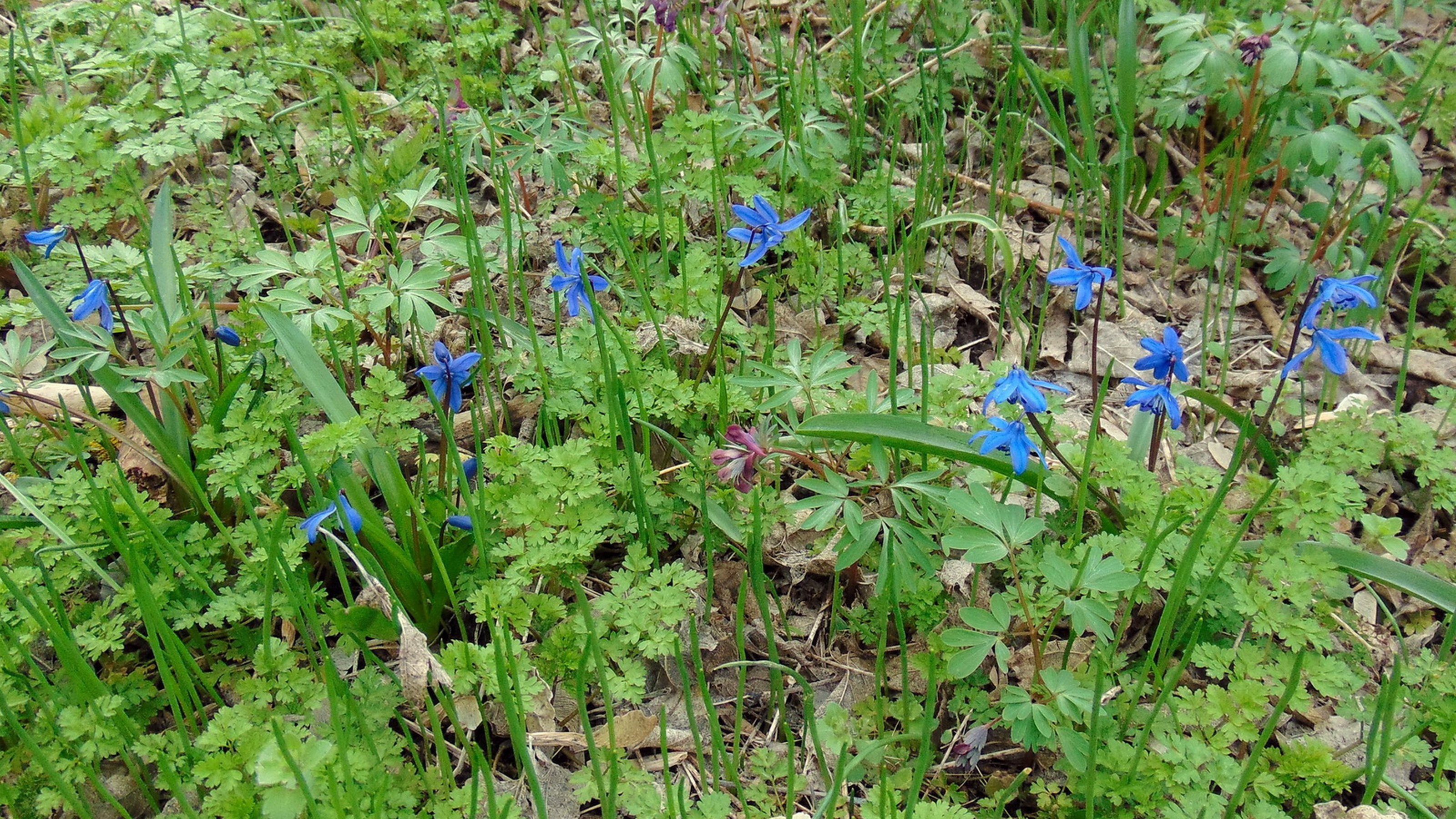
Ценопопуляція пролісок пониклих

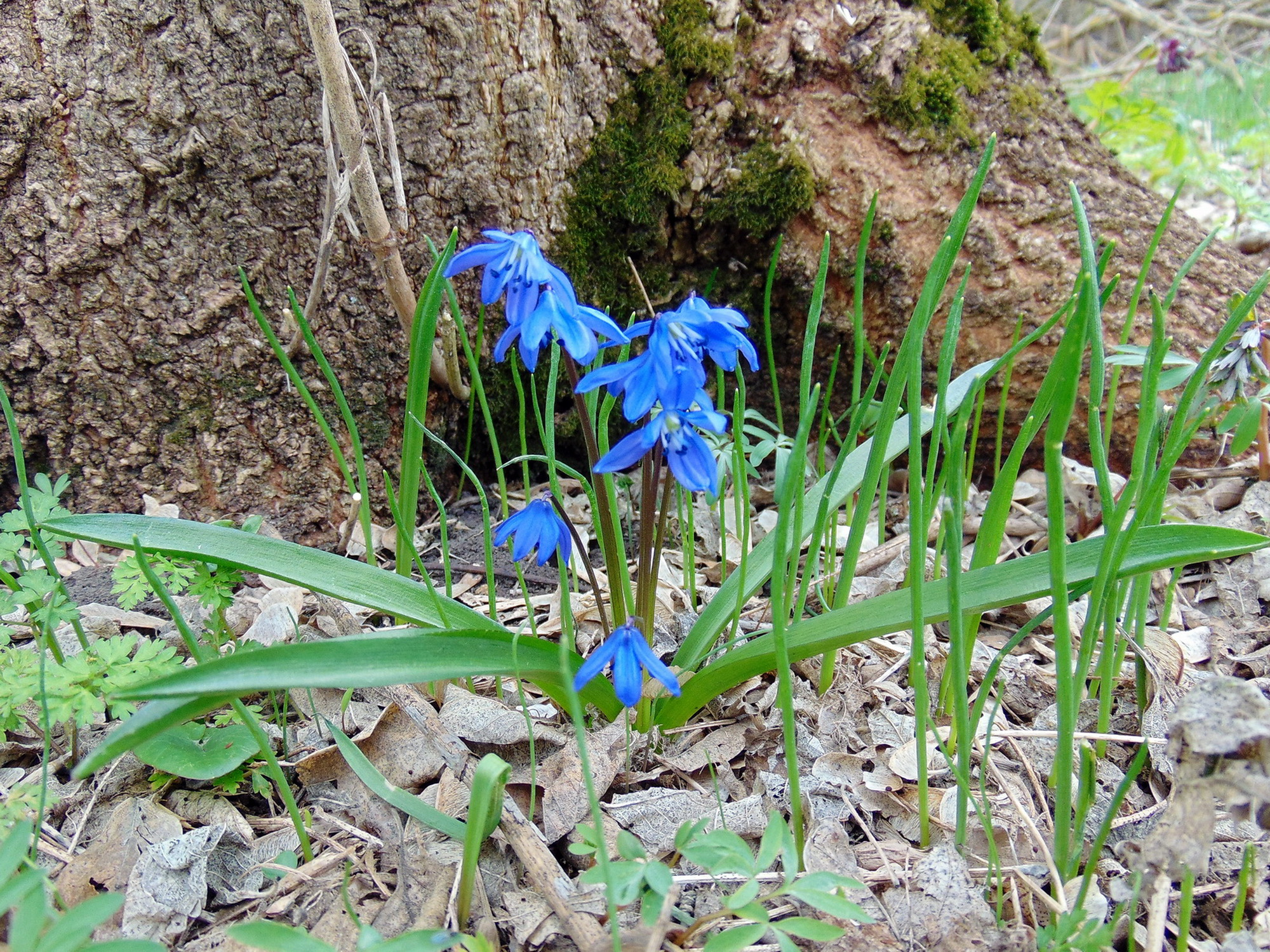
Серед байрачного лісу

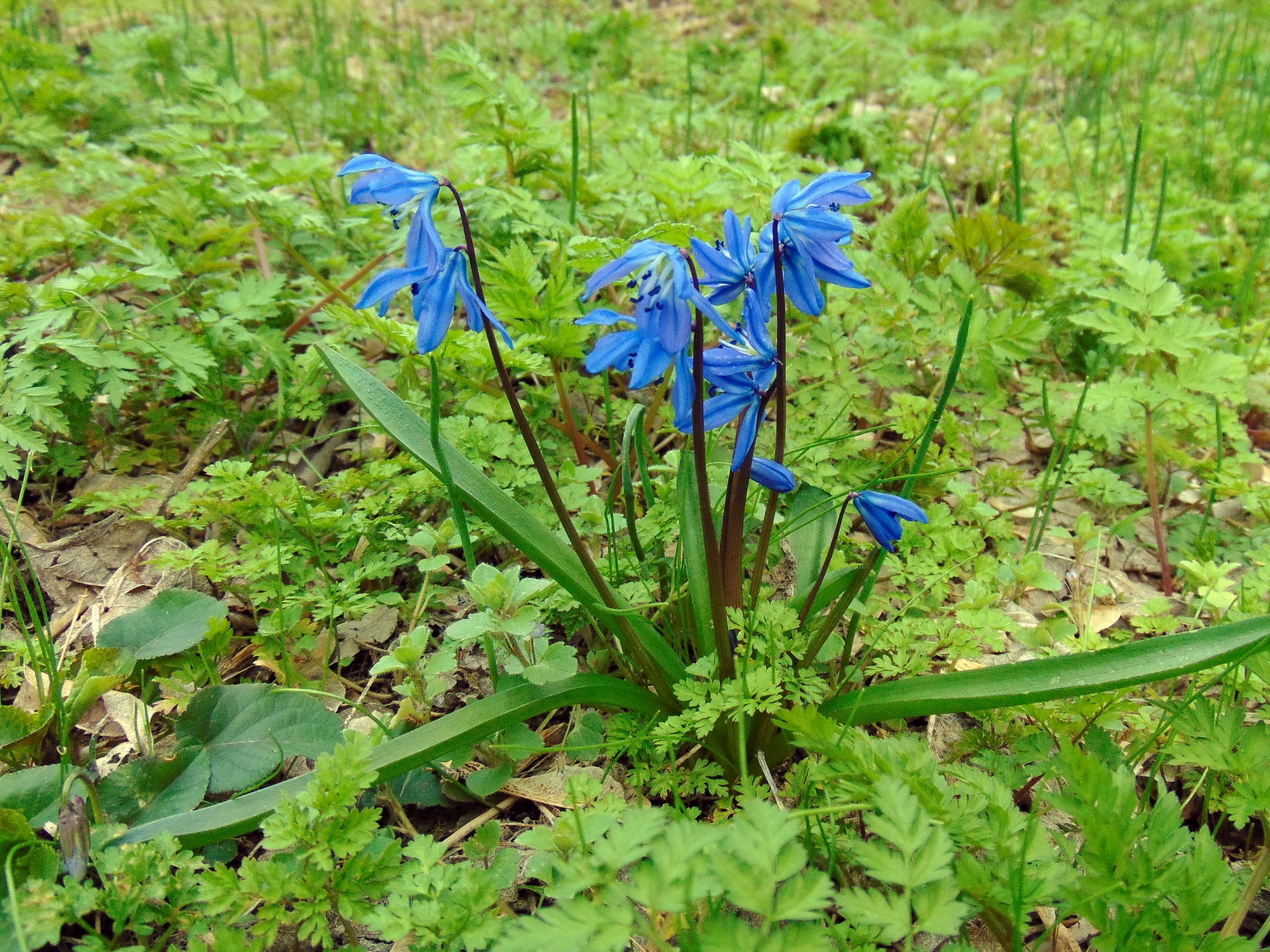
На суходільній луці

Ареал виду охоплює Східну Європу, Кавказ, Західну Азію (Туреччина, північ Іраку, північний захід Ірану). Як натуралізована рослина трапляється в різних регіонах світу, у тому числі в Північній Америці.
В Україні поширена в Лісостепу і степу.

## Екологія
Проліски сибірські — цибулинний пучкокореневий геофіт, за сезонним життєвим циклом належить до ранньовесняних ефемероїдів.
Рослина відносно світлолюбна, але здатна витримувати помірне затінення (сціогеліофіт), відносно вимоглива до умов зволоження (мезофіт). Віддає перевагу добре дренованим та плодючим ґрунтам (мегатроф).
Є типовим мешканцем лісових ландшафтів (сільвант). В Україні зростає переважно в широколистяних лісах, особливо на узліссі та серед заростей кущів.
В умовах Запорізького Правобережжя спорадично зустрічається в розріджених байрачних лісах, рідше на прилеглих до них ділянках вторинних суходільних лук.
Ентомофіл. Цвіте в другій половині березня — квітні. Поширення насіння відбувається переважно мурахами (мірмекохорія).

## Охоронний статус
В Україні вид перебуває під охороною — включено до офіційних переліків регіонально рідкісних видів Вінницької, Дніпропетровської, Запорізької, Київської, Полтавської, Чернігівської областей.
Природні популяції скорочуються через зведення широколистяних лісів, а також неконтрольоване знищення — зривання на букети та викопування цибулин.

## Практичне значення
Широко використовується в декоративному садівництві з XVIII ст.

## Галерея
Запорізьке Правобережжя

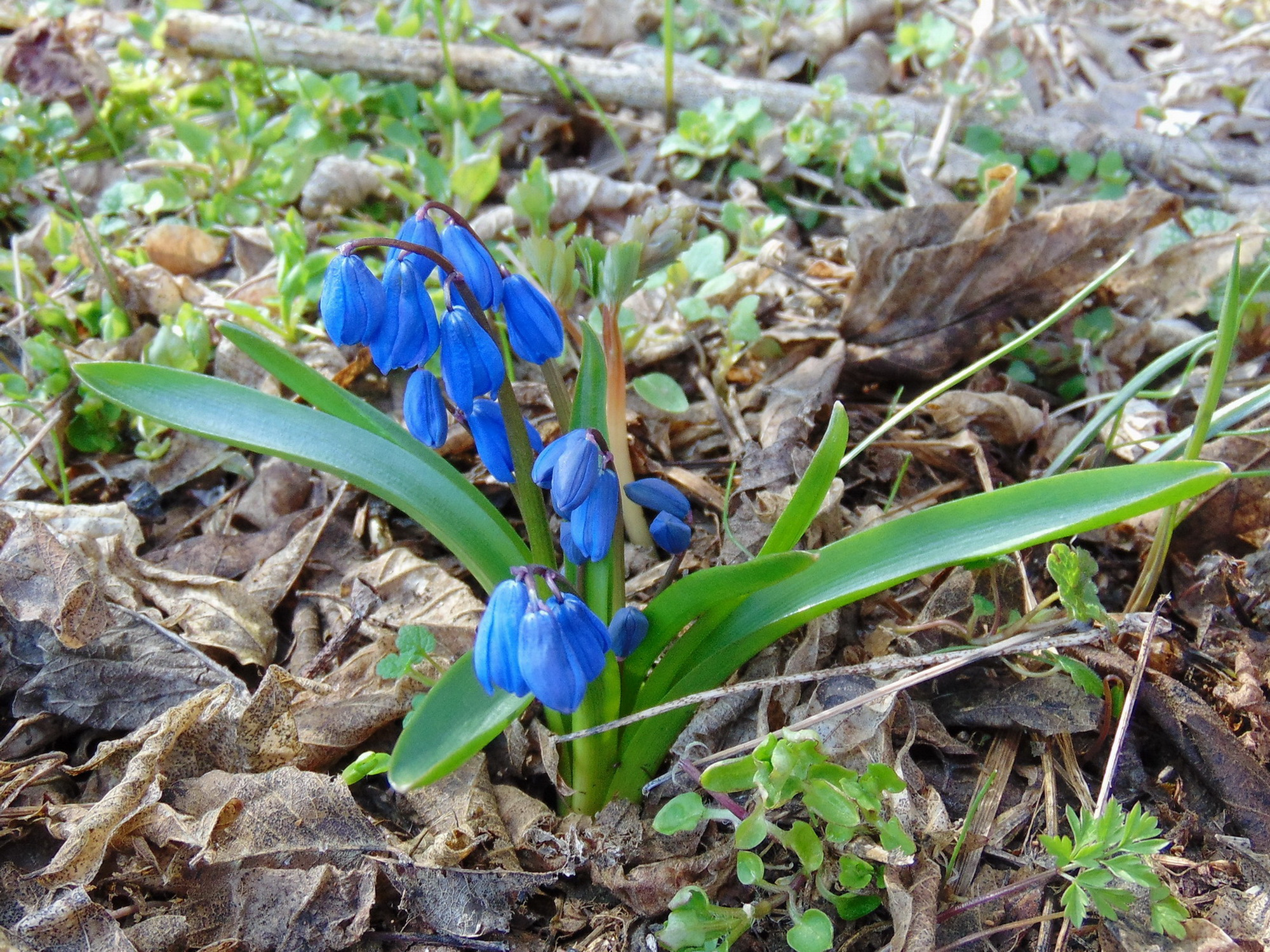
Початок цвітіння
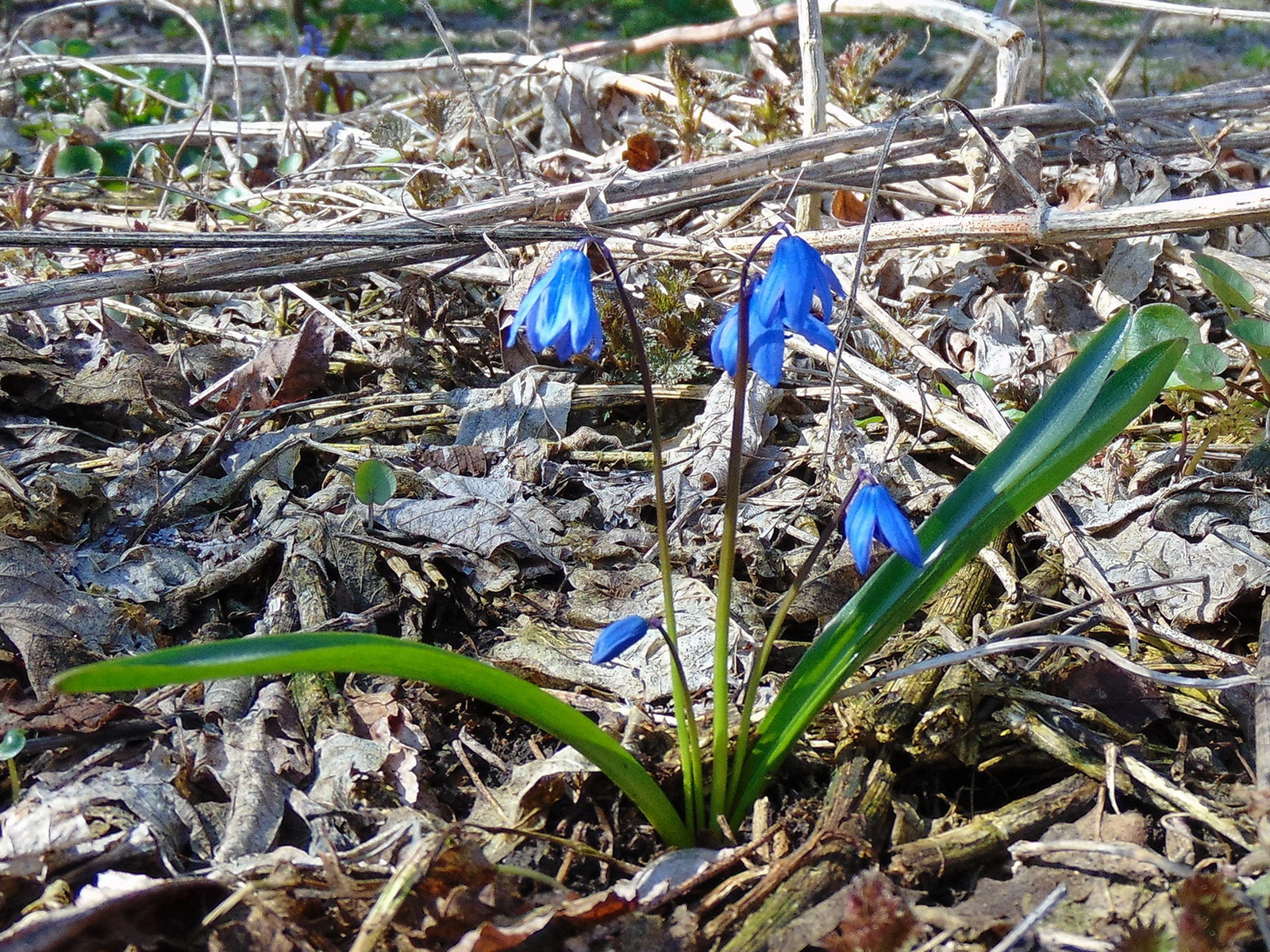
У балці Вільна
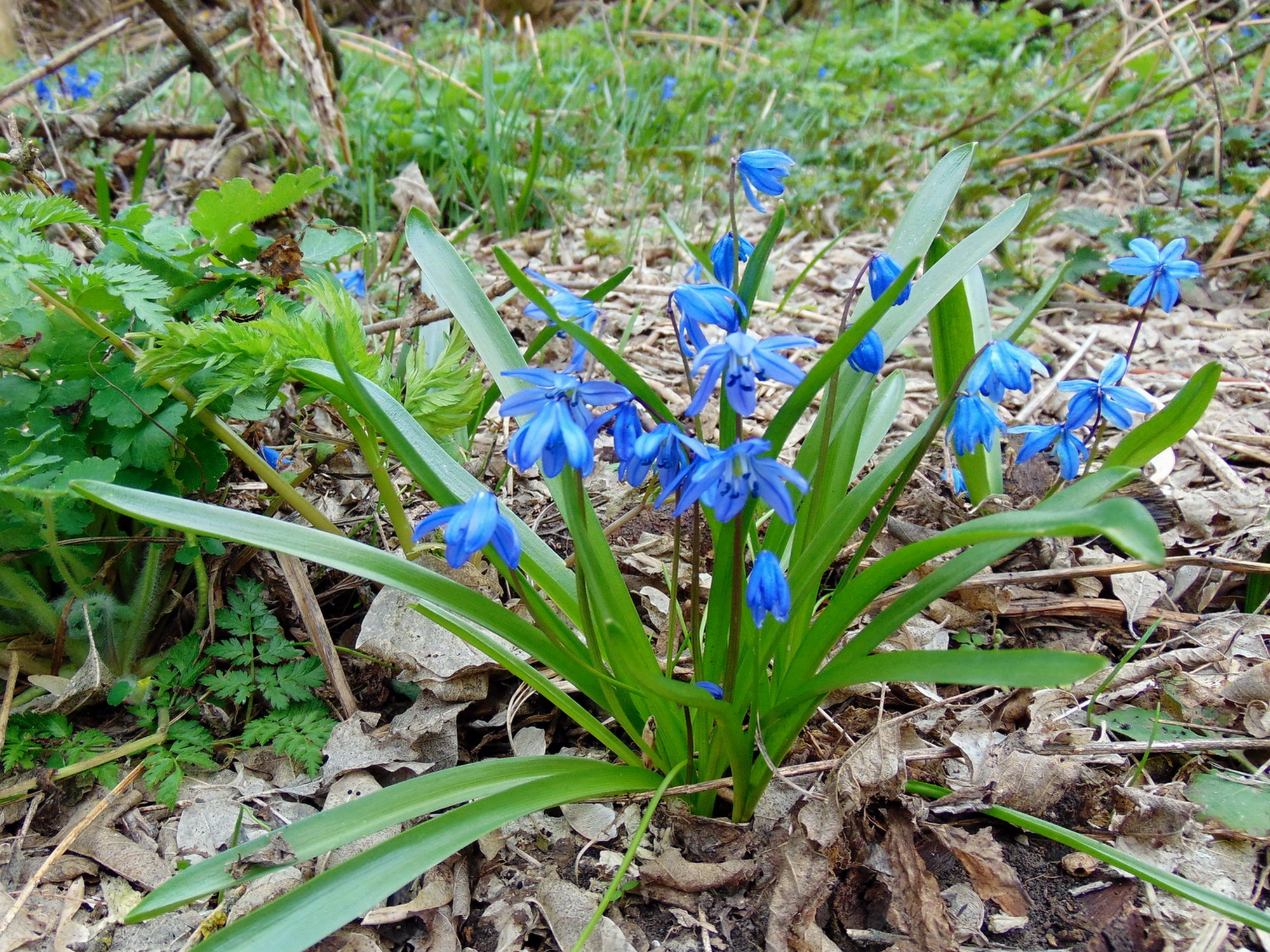
За околицею с. Відрадне
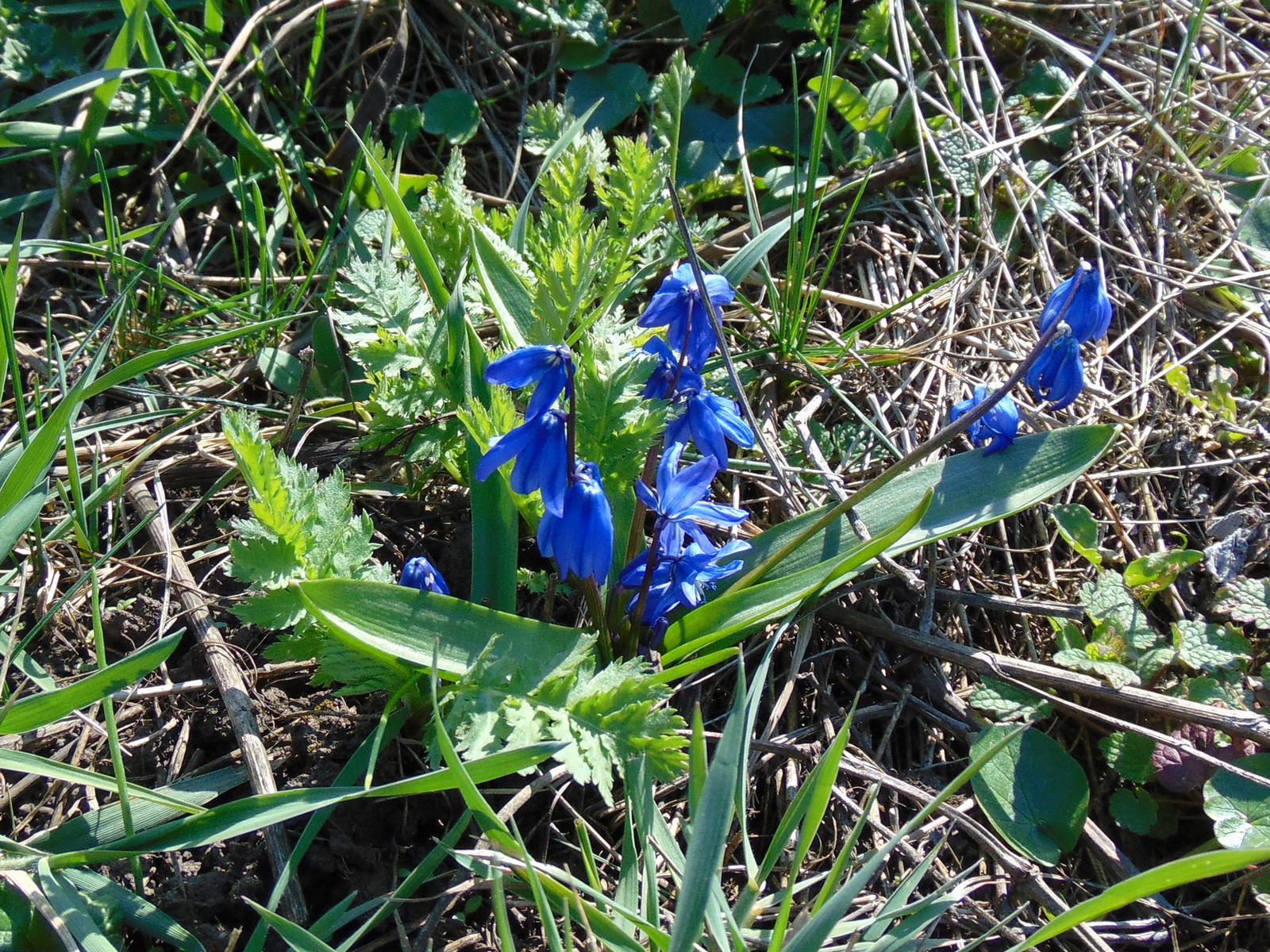
У балці Гадюча
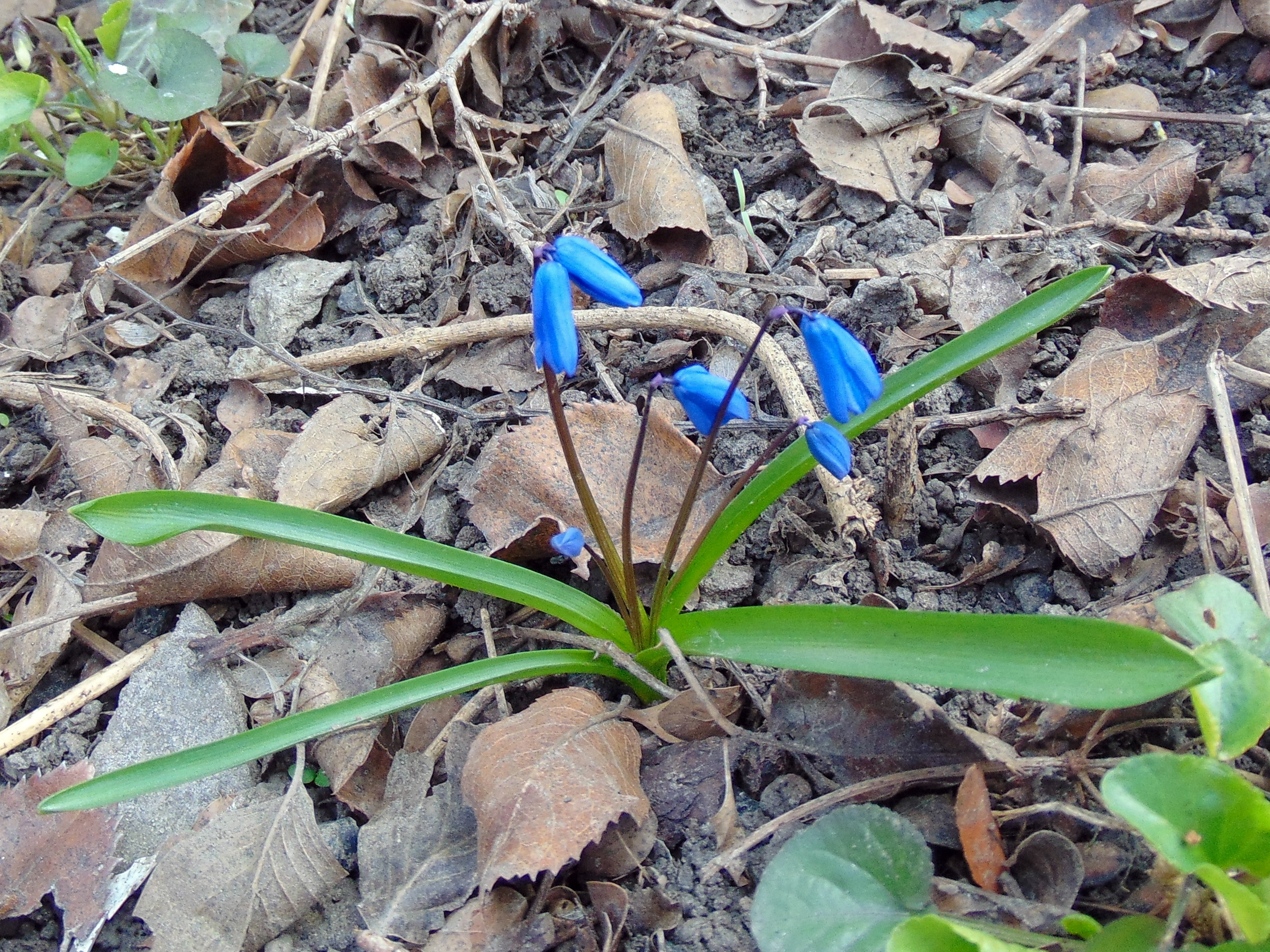
У долині р. Верхня Хортиця
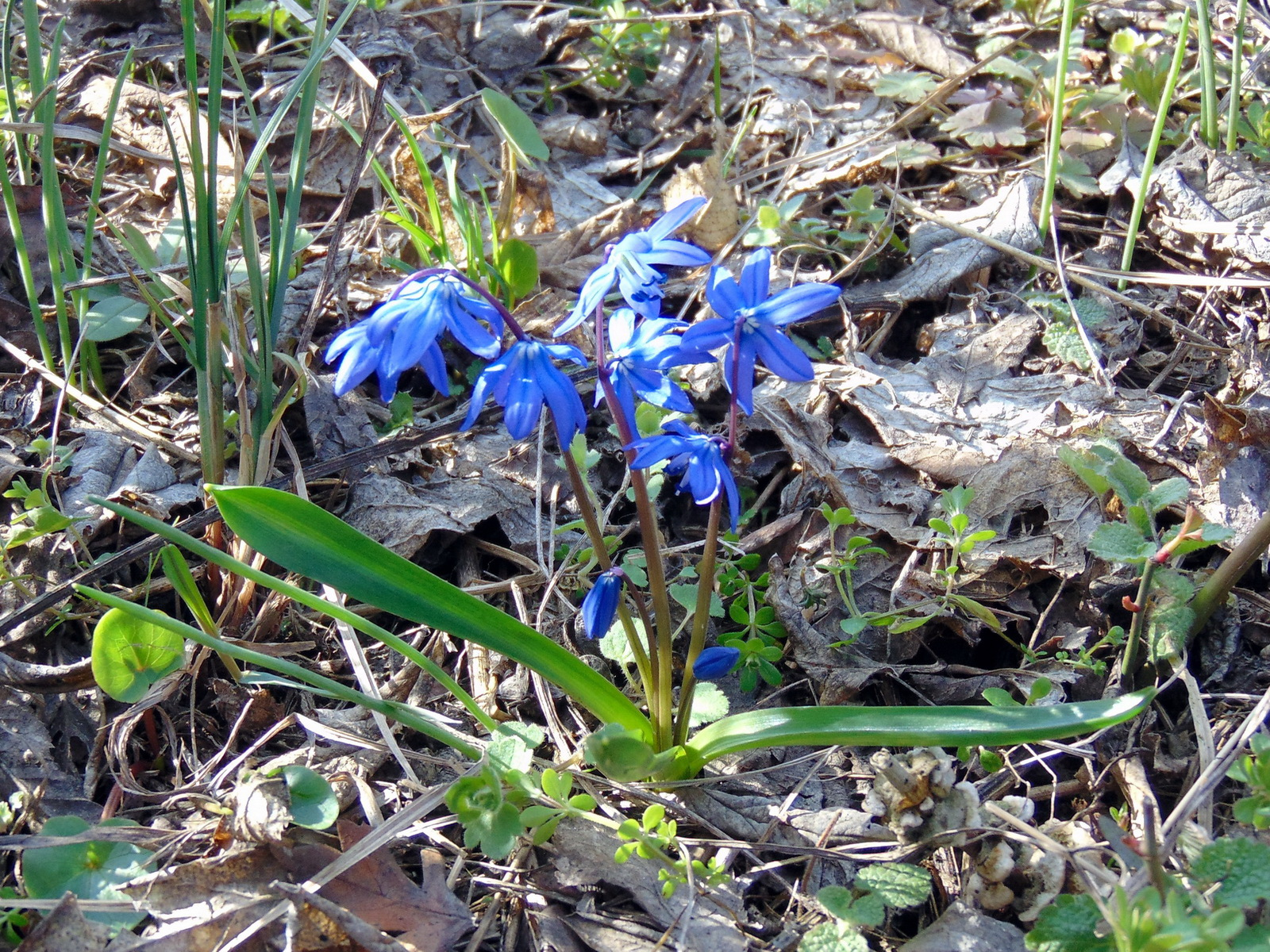
У балці Канцерівська